# 印第安丘陵 (印第安納州)
印地安丘陵（英語：Indian Hills）是位於美國印第安納州斯托本縣的一個非建制地區。該地的面積和人口皆未知。

## 地理
印地安丘陵所處的海拔為高於海平面309米（即1014英呎），而該地所採用的時區為UTC-5，即北美東部時區（EST）。同時該地設有夏令時間，為UTC-5調快一小時，即UTC-4（EDT）。